# Роско Шение
Роско Шение (на английски: Roscoe Chenier; р. 6 ноември 1941 г. в Луизиана; п. 7 февруари 2013 г. в Опелуса, Луизиана) е певец и китарист в областта на блуса и ритъм енд блуса.
Роско Шение е прабратовчед на зайдеко музиканта Клифтън Шение и израства в Луизиана, където като тийнейджър през 1957 г. свири в група, наречена Rockin' CD & the Blues Runners. През 1959 г. сформира първата си група; през 1961 г. записва сингъла Born for Bad Luck и Annie Mae's Yo-Yo за лейбъла Reynaud. Шение, стилистично повлиян от Би Би Кинг и Фатс Домино, свири предимно в щата Луизиана до 90-те години на XX век; през 1993 г. прави албум за Avenue Jazz. В Европа Шение става известен чрез участията си от 1992 до 2001 г. в Blues Estafette в Холандия; през 1994 г. участва на фестивала North Sea Jazz в Хага и други блус фестивали.

## Дискография
| Албуми                  | Албуми |
| Заглавие                | От     |
| ----------------------- | ------ |
| Roscoe Chenier          | 1993   |
| Doing Alright Again     | 1996   |
| Roscoe Style            | 1998   |
| Waiting For My Tomorrow | 2006   |
| Roscoe Chenier          | 2010   |

| Сингли и миниалбуми                 | Сингли и миниалбуми |
| Заглавие                            | От                  |
| ----------------------------------- | ------------------- |
| Rosco Chenier With The Blue Runners | 1962                |
| Doing Alright Again                 | 1996                |
| You Don't Understand                | 1984                |
| Just Because                        | 1994                |